# Croton sylvaticus
Croton sylvaticus és una bella planta de la família de les Euphorbiaceae. El gènere Croton consta de ± 800 espècies d'arbres o arbustos de les regions tropicals, de les quals només 11 es produeixen a l'Àfrica meridional.Croton sylvaticus creix en els boscos costaners i continentals, en matolls, sovint al llarg de les rieres de Port St. Johns través de KwaZulu-Natal, Eswatini i Mpumalanga a Limpopo. El nom genèric Croton procedeix del grec Kroton, que significa "paparra", pel fet que les seves llavors recorden a aquest àcar. l'epítet llatí sylvaticus és un adjectiu que fa referència a lloc on creix la selva, entre els arbres. L'adjectiu "aticus" fa referència a l'hàbitat en què viu la planta.

## Morfologia
És un arbre frondós, de fins a 21 m, de vegades menys, generalment amb un tronc alt i recte de fins a 1 m de diàmetre. L'escorça dels arbres joves és gris pàl·lid i suau, cada vegada més fosc i més dur amb l'edat, sovint tacada de líquens de color rosa o gris. Les branques són llises i ranurades, les seves branquetes presenten cicatrius foliars prominents, generalment cobertes de pèls curts de color òxid. Les fulles són de color verd fosc, alternes, sobre peduncles de fins a 100 mm de llarg, amb 2 creixements petits, en forma de pom amb glàndules on la tija s'uneix a la fulla; en general en forma d'ou, sovint més àmplia cap a la base i va disminuint fins a un punt llarg, amb marges poc dentats, 50-150 x 100 mm, amb cinc venes diferents de la base i amb uns pocs pèls en forma d'estrella per sota, sobretot sobre les venes. Estípules petites. Les flors són petites, verdes, color crema, transmeses en espigues 60-210 mm de llarg i amb moltes flors masculines amb només unes poques flors femenines entre ells cap a la base. Temps de floració: De setembre a gener. Els fruits són rodons, salmó-taronja suau,, càpsules dures tija curt de 13 mm de diàmetre, cobert de pèls curts, generalment amb tres lòbuls arrodonits. Les fruites són verinoses, però són menjats per aus com coloms o aus de la família Bucerotidae. Els coloms d'ulls vermells Red-eyed Dove Streptopelia semitorquata són aficionats a les fruites que han caigut a terra. Una papallona molt coneguda es reprodueix en els membres del gènere és Charaxes candiope.

## Usos i aspectes culturals
De l'escorça de l'arbre s'obté el toxalbumin crotina i diterpè crotonin. La fusta de Croton sylvaticus és suau, de color molt pàl·lid, sovint amb petites vetes fosques, i es treballa fàcilment. Crema com el Ptaeroxylon (sneezewood) quan està verd. Cal destacar que el nom Venda "muima-vanda" significa 'peu al pati'. El nom xhosa, umFeze refereix a la saliva-insecte, un insecte que infesta sovint l'arbre. Les fulles es converteixen en un cataplasma per tractar la pleuresia. L'escorça s'utilitza per tractar el reumatisme i en Gazaland s'utilitza com un verí per a peixos. L'escorça finament molta s'utilitza per al tractament de trastorns intestinals, de curació per al sagnat de les genives i com purgant. L'escorça en pols és utilitzat pels swazi per malalties en el bestiar. És un arbre d'ombre atractiu i de ràpid creixement, de decoració per a jardins més càlids. Particularment bella quan està coberta de raïm de fruites de color taronja brillant.